# Roullet-Saint-Estèphe
Roullet-Saint-Estèphe is een gemeente in het Franse departement Charente (regio Nouvelle-Aquitaine). De plaats maakt deel uit van het arrondissement Angoulême. Het is tevens de hoofdplaats van Kanton Boëme-Echelle. Roullet-Saint-Estèphe telde op 1 januari 2022 4.334 inwoners.

## Geografie
De oppervlakte van Roullet-Saint-Estèphe bedroeg op 1 januari 2022 41,5 vierkante kilometer; de bevolkingsdichtheid was toen 104,4 inwoners per km².
De onderstaande kaart toont de ligging van Roullet-Saint-Estèphe met de belangrijkste infrastructuur en aangrenzende gemeenten.

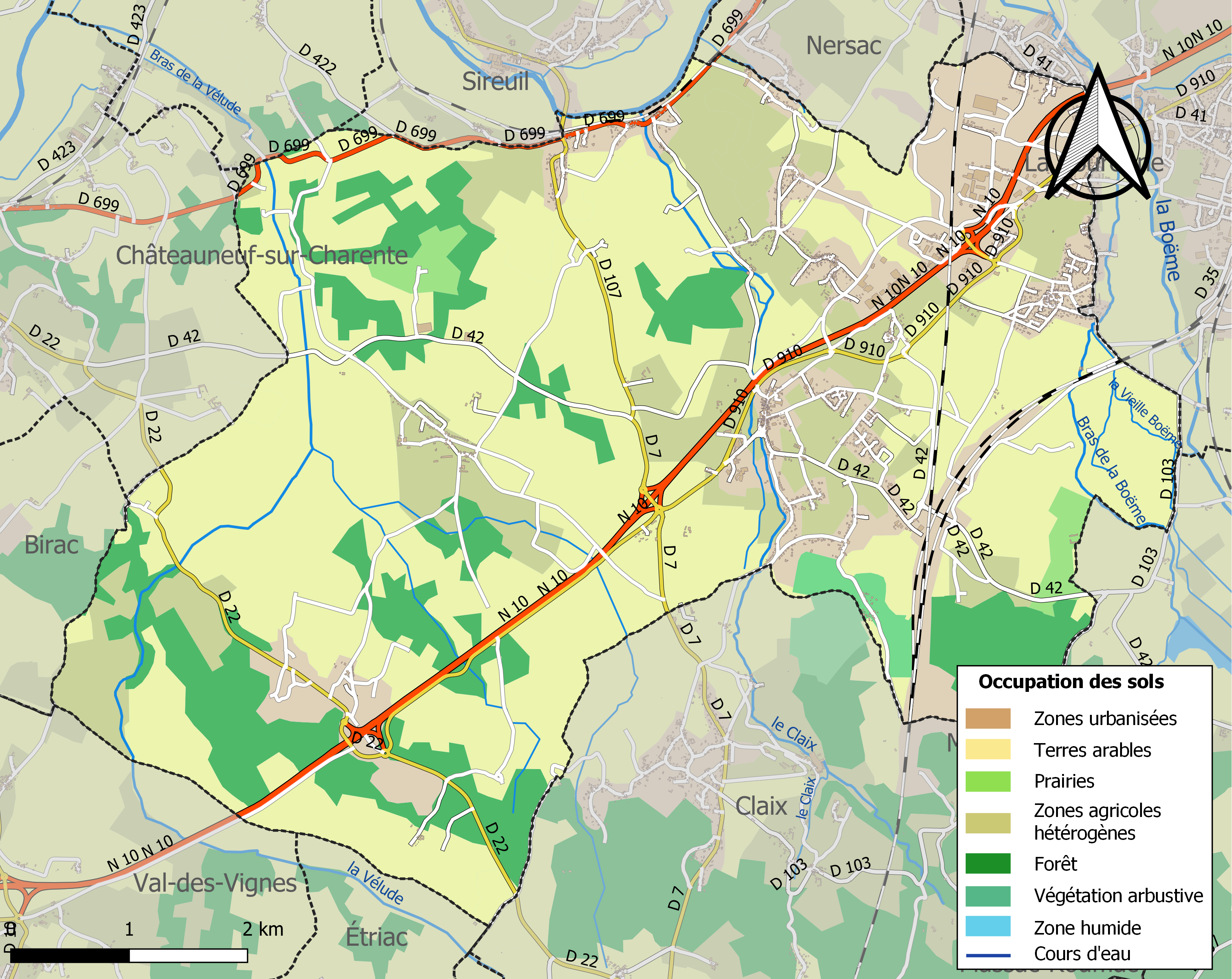

## Demografie
Onderstaande figuur toont het verloop van het inwonertal (bron: INSEE-tellingen).